# Linda A. Pollock
Pour les articles homonymes, voir Pollock.
Linda A. Pollock, née en 1959, est une historienne britannique, professeure à l'université Tulane. Elle est spécialiste de l'histoire de l'Angleterre à l'époque moderne.

## Biographie
Elle obtient un master en 1978 et son doctorat d'histoire à l'université de St Andrews en 1982, à l'issue duquel, elle fait un post-doc au Churchill College (Cambridge) (1983-1987) puis est assistante (1987-1988). En 1988, elle est nommée maître de conférences à l'université Tulane, puis elle est nommée professeur en 1993 et titulaire de chaire.

## Recherches
Son ouvrage Forgotten Children: Parent-child Relations from 1500 to 1900 assure sa notoriété. S'y intéressant à l'histoire de l'enfance, elle y soutient l'idée d'une constance de l'amour parental dès cette époque, s'écartant d'autres thèses, notamment celles de Philippe Ariès ou Lloyd deMause, d'une violence à l'égard des enfants.

## Publications
- With Faith and Physic: The Life of a Tudor Gentlewoman, Lady Grace Mildmay 1552-1620, Collins and Brown, London, 1993 and St Martin's Press, New York, 1995.
- A Lasting Relationship. Parents and Children over Three Centuries, Fourth Estate, London.
- Forgotten Children: Parent-child Relations from 1500 to 1900, Cambridge University Press, 1983.
- ‘Teach her to live under obedience’: the making of women in the upper ranks of early modern England, Continuity and Change, vol.4, no 2 « The Child in History », August 1989, p. 231-258 DOI 10.1017/S0268416000003672.